# Gustavo Figueredo
Gustavo Figueredo (Libertad, San José, 25 de febrero de 1969) es un ex ciclista uruguayo.
Fue el primer ciclista en ganar Rutas de América y Vuelta Ciclista del Uruguay la misma temporada (1995), luego repetido por Federico Moreira (1997) y Javier Gómez (2001).
Repitió las victorias en Rutas de América (2000) y en la Vuelta Ciclista del Uruguay (2002).
A nivel internacional logró la medalla de bronce en la prueba contrarreloj de los Juegos Panamericanos de Mar del Plata en 1995 y ese mismo año logró un destacado 2.º puesto en la clasificación general de la Vuelta a Chile. 
Tiene dos hijas, Belén Figueredo y Pia Figueredo.

## Palmarés
1995
- Rutas de América
- Vuelta Ciclista del Uruguay
- 3.º en Juegos Panamericanos de Mar del Plata, contrarreloj

1998
- Vuelta Ciclista del Paraguay

1999
- 1 etapa Rutas de América

2000
- Rutas de América
- 1 etapa de la Vuelta del Uruguay

2002
- 1 etapa de Rutas de América
- Vuelta del Uruguay, más 1 etapa

2003
- 1 etapa de la Vuelta del Uruguay